# Герхард фон Шварцбург
Герхард фон Шварцбург (на немски: Gerhard von Schwarzburg; † 9 ноември 1400, Вюрцбург) от графската фамилия Шварцбург, е епископ на Наумбург (1359 – 1372) и княжески епископ на Вюрцбург (1372 – 1400).

## Биография
Той е син на Хайнрих IX фон Шварцбург-Лойтенберг († 1358/1360) и първата му съпруга Хелена фон Холщайн-Шаумбург († 1341), дъщеря на граф Адолф VI фон Шаумбург и Холщайн-Пинеберг († 1315) и принцеса Хелена фон Саксония-Лауенбург († 1337), дъщеря на херцог Йохан I фон Саксония-Лауенбург († 1286).
Герхард е домашен каплан на император Карл IV и често е при папата в Авиньон. Той става каноник във Вюрцбург, Наумбург, Щрасбург, Бамберг, Мерзебург и Магдебург. През 1359 г. е избран за епископ на Наумбург против волята на папата. Герхард има конфликти, финансовите задължения на епископството растат и той продава последните собствености на манастира на Среден Рейн. Той се застъпва за интересите на фамилията си, за папата често е на дипломатически мисии. През 1372 г. той сменя службата си в Наумбург с Вюрцбург.